# Processo de Sacco e Vanzetti

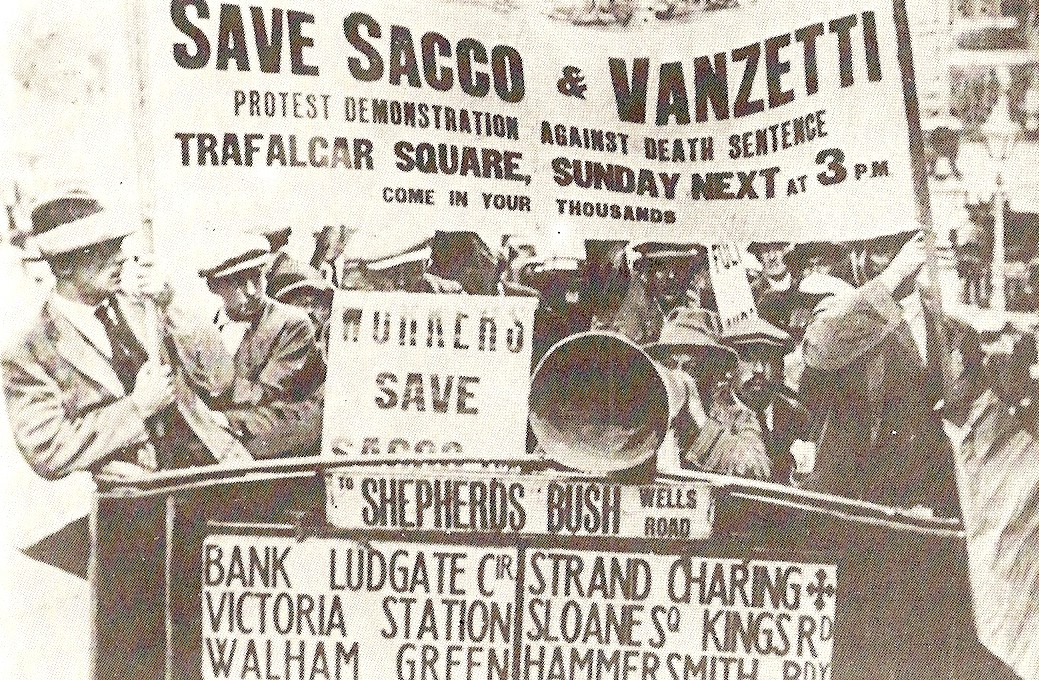
Manifestação de trabalhadores em favor de Sacco e Vanzetti. Londres, 1921.

Nicola Sacco (Torremaggiore, 22 de abril de 1891 – Charlestown, 23 de agosto de 1927) e Bartolomeo Vanzetti (Villafalletto, 11 de junho de 1888 – Charlestown, 23 de agosto de 1927) foram dois anarquistas italianos presos, processados, julgados e condenados à morte, nos Estados Unidos, na década de 1920, sob a acusação de homicídio de um contador e um guarda de uma fábrica de sapatos. 
Sobre a responsabilidade de ambos no delito houve muitas dúvidas já à época dos acontecimentos.

## O crime
No dia 15 de abril de 1920, em Braintree (Massachusetts), ocorreu um assalto a uma sapataria, seguido por dois homicídios. Os suspeitos principais eram Nicola Sacco e Bartolomeo Vanzetti, que foram inicialmente acusados apenas de porte ilegal de armas, apesar de essa ser uma prática comum entre os americanos, e posteriormente do duplo assassinato. O contador e seu segurança estavam com US$ 15 mil na hora do crime, dinheiro que foi levado pelos assaltantes, num carro roubado. A polícia suspeitou que anarquistas italianos tivessem perpetrado o crime para financiar suas atividades. Com Sacco e Vanzetti encontraram armas e munições; no entanto, a prova de balística foi inconclusiva, não ficando claro se as balas que mataram o contador e seu segurança haviam partido da arma que encontraram com os anarquistas italianos. As declarações das testemunhas também eram confusas e contraditórias.
De todo modo, alguns dias depois,  em 5 de maio, Sacco e Vanzetti são acusados e, quatro meses depois, em 14 de setembro, indiciados.

## Contexto histórico
O crime ocorreu nos Estados Unidos na década de 1920, em um cenário pós-guerra, em meio a um contexto de crise econômica e grande pobreza. Nesse mesmo período, a chegada de trabalhadores imigrantes estrangeiros, muitos dos quais participantes de grupos anarquistas e socialistas, desperta sentimentos de desconfiança e desaprovação por parte da população local, já insegura e temerosa com relação ao futuro.
Vanzetti era um imigrante italiano decepcionado com as condições de trabalho no país, que, na época, enfrentava um período de grande tensão social. Acabou por se tornar um líder do movimento operário anarquista. Sacco também era um imigrante envolvido em ações revolucionárias anarco-sindicalistas.
Durante o processo, a mídia europeia acusou as autoridades de parcialidade, notadamente pelo fato de os acusados serem  trabalhadores imigrados, enquanto a imprensa estadunidense dizia que Sacco e Vanzetti eram grandes bandidos, ressaltando o quanto o anarquismo era prejudicial ao modo de vida norte-americano, assim estimulando o chauvinismo e a xenofobia no seio da população local. Nessa mesma época, houve também o crescimento das máfias italianas, e, possivelmente por isso, as pessoas temiam se tornar juradas no caso.

## O julgamento

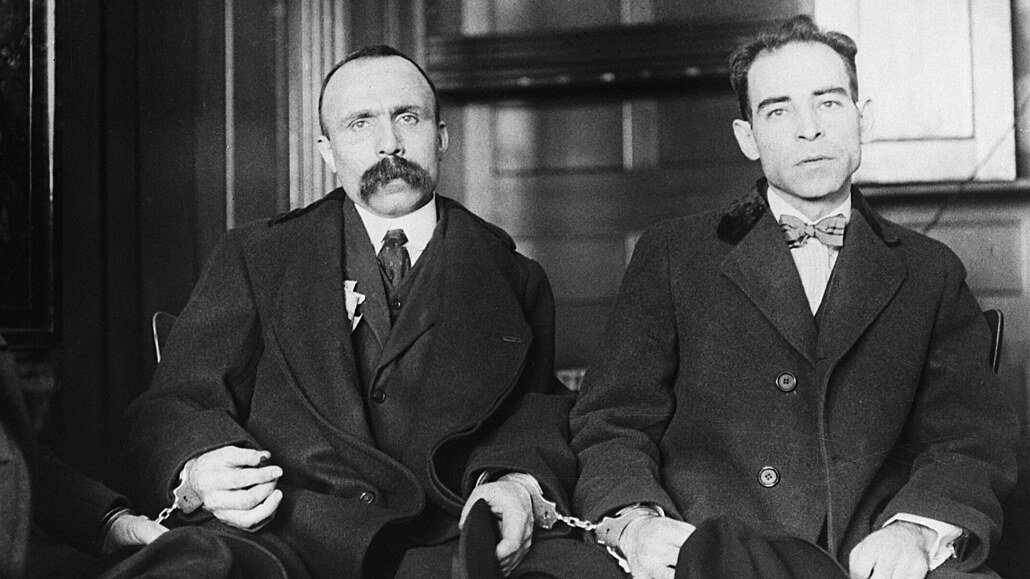
Bartolomeo Vanzetti (esquerda) e Nicola Sacco (direita)

O julgamento do processo de Sacco e Vanzetti foi marcado por contradições, incoerências e xenofobia. A grande quantidade de testemunhas e seus depoimentos, às vezes maçantes, foi uma das causas da fadiga do júri. As testemunhas de defesa, muitas das quais recentemente imigradas e que não falavam bem a língua inglesa, não tinham tanta credibilidade por parte do júri. A dificuldade de tradução, a má interpretação e a própria vontade, por parte da acusação, de provocar confusão nas testemunhas de defesa tornavam os depoimentos conflituosos e pouco críveis.
Uma das testemunhas principais, Dominick Ricci, que provava que Sacco não estava na cidade no dia do crime, perdeu sua credibilidade quando o promotor o fez entrar em contradição, citando várias datas consecutivamente, com o objetivo de confundir a testemunha. O mesmo promotor voltou a usar essa tática com outras testemunhas. Uma outra testemunha da defesa, o funcionário consular Giuseppe Adrower, em seu depoimento, disse se lembrar de Sacco, no consulado, no dia do crime, pois ele lhe chamara a atenção por pretender tirar passaportes para ele, sua mulher e seu filho, mas a foto que levara era grande demais. O promotor novamente fez o mesmo jogo, pedindo que Giuseppe falasse sobre as pessoas que vira no consulado, em outras datas, o que a testemunha não conseguiu. Assim, o promotor sustentou ser também impossível que o funcionário lembrasse exatamente de Sacco.
Depois de 27 dias de audiência, foram ouvidas as testemunhas de acusação. Uma série de acontecimentos levou a adiamentos para a retomada das audiências, o que deixou os jurados impacientes, por terem que permanecer mais tempo isolados e impossibilitados de voltar para suas casas. No depoimento de Vanzetti, este já mostrava os efeitos da prisão: parecia muito mais velho e permanecia sem demonstrar emoção. Ao longo de seu depoimento, ele menciona seu posicionamento anarquista e conta também como havia fugido para o México, para não ir à guerra, o que desagrada muito o júri. A partir desse momento, o interrogatório começa a desandar. Vanzetti começa a ficar agitado e nervoso pois não entende bem as perguntas do promotor, que continua a inquiri-lo. A confusão se abate sobre Vanzetti, pois, além de não conseguir se expressar bem em inglês, o caminho que percorria o procurador prejudicou muito seu depoimento.
Os depoimentos das testemunhas de acusação também foram cheios de falhas e contradições. O advogado de defesa censurou uma das testemunhas, uma mulher chamada Splaine, trazendo à tona as contradições de seu depoimento. Outra mulher que depôs, chamada Devlin, parecia ter sido muito influenciada pelos promotores.
No trigésimo-sétimo dia, houve o último ato do julgamento: a sala de audiências ficou lotada de amigos dos acusados, membros da comissão, a esposa de Sacco e seu filho Dante, membros da advocacia juntos aos advogados dos acusados, os quais aparentavam absoluta calma. O juiz presidente Thayner tem um último ato, no qual faz evocação da lei e um resumo da causa, e se aproveita da repercussão do caso para fazer um discurso especial. Chega a hora do veredito, e os italianos são considerados culpados de assassinato em primeiro grau.

## Veredito final
Os réus foram considerados culpados, mas não foram de imediato condenados à morte. Sacco e Vanzetti passam seis anos na prisão, esperando o andamento do feito e seu resultado. Durante estes seis anos, seus advogados tentaram por todos os meios processuais possíveis a revisão do caso, e, ao final, buscaram até mesmo o perdão da pena. Os partidários de Sacco e Vanzetti conseguiram desenvolver diversas atividades para manter viva a comoção da população em razão da condenação e prisão dos italianos, alegando que chegava a ser desumana pela duração, salientando que eles não admitiam a própria culpabilidade. A condenação à morte causou comoção internacional e políticos europeus enviaram mensagens para a Casa Branca, para o governador Fuller e para o secretário de Estado, solicitando o perdão. Os advogados tentaram em vão ações jurídicas à Suprema Corte, o que resultou num novo adiamento. Faltando minutos para a execução de Sacco e Vanzetti, Fuller adiou-a por mais doze dias. Ao final, Fuller nega o pedido de perdão, e os dois são executados, na cadeira elétrica, em 23 de agosto de 1927. Vanzetti contava 39 anos; Sacco, 36.

## Absolvição tardia
Os professores Louis Joughin, da New School for Social Research, e Edmund M. Morgan, da Harvard Law School estudaram o processo e o julgamento de Sacco e Vanzetti durante vários anos. Em 1948, chegaram à conclusão de que foi cometido um erro judicial. Segundo os autores, Nicola Sacco e Bartolomeo Vanzetti foram vítimas de uma sociedade doente, na qual o preconceito, o chauvinismo, a histeria e a má-fé eram endêmicos.
Em 23 de agosto de 1977, cinquenta anos após a execução de Sacco e Vanzetti, o governador de Massachusetts, Michael Dukakis, reconheceu formalmente a injustiça cometida pelo tribunal e reabilitou o nome dos dois italianos.

## Sacco e Vanzetti na cultura popular
Sacco e Vanzetti são citados no poema "América" de Allen Ginsberg (1926–1997): "América, Sacco e Vanzetti não podem morrer".
Sacco e Vanzetti também são citados no texto de Walter Benjamin (1892–1940) sobre o surrealismo.
Howard Fast (1914–2003), escritor e militante antifascista, escreveu o livro The Passion of Sacco and Vanzetti, a New England legend, sobre a história dos dois anarquistas.
Sacco e Vanzetti, filme de Giuliano Montaldo (1971) é um dos mais importantes títulos do cinema italiano da década de 1970.